# Gorge Hydroelectric Power Plants
Les Gorge Hydroelectric Power Plants sont un district historique américain à Newhalem, dans le comté de Whatcom, dans l'État de Washington. Situé en aval du barrage Gorge dans la vallée formée par le Skagit dans les North Cascades, il est protégé au sein du Ross Lake National Recreation Area. Il comprend notamment plusieurs conduites forcées ainsi qu'une centrale hydroélectrique dite Gorge Powerhouse. Il est inscrit au Registre national des lieux historiques depuis le 30 juin 1989.